# Ferde Grofé
Rudolph von Grofé, dit Ferde Grofé, est un compositeur, pianiste et arrangeur américain né le 27 mars 1892 à New York et mort le 3 avril 1972 à Santa Monica.

## Biographie
Il commence sa carrière comme altiste à l’Orchestre symphonique de San Francisco (1909-1919). À partir de 1917, il écrit de nombreux arrangements pour l’orchestre de « jazz symphonique » de Paul Whiteman. Outre des arrangements de thèmes de Broadway et de morceaux de jazz, Grofé écrit quelques partitions « symphoniques » pour cet orchestre (dont Metropolis). C’est pour Whiteman qu’il écrit l'orchestration de la Rhapsody in Blue de George Gershwin, jouée en 1924 par l’orchestre avec Gerswhin au piano.
Ces travaux lui confèrent une légitimité et Grofé écrit alors des pièces plus ambitieuses, très ancrées – à l’instar de certaines œuvres d’Aaron Copland – dans la tradition américaine. Ses compositions les plus connues sont la Mississippi Suite (1926), la Grand Canyon Suite (1931) et la Niagara Falls Suite (1961).